# Будинок готелю «Петербурзький» (Хмельницький)
Будинок готелю «Петербурзький» (місто Хмельницький, вул. Проскурівська, 33) — об'єкт міської громадської забудови кінця XIX століття. Пам'ятка архітектури місцевого значення.

## Історія
Побудований у 1897 р. Тут розташовувався готель «Петербурзький» — один із найкращих у місті. Власницею готелю була місцева купчиха П. І. Сколецька. Цікаво, що після початку Першої світової війни, у 1914 р., вона вимушена була перейменувати готель на «Петроградський». Такий крок був пов'язаний з масовою хвилею антинімецьких настроїв у всій Російській імперії. Нагадаємо, що у Першій світовій війні, саме Німеччина була головним ворогом, і, навіть столицю Санкт-Петербург перейменували тоді на російський лад, на Петроград. Серед постояльців готелю можна згадати чимало відомих осіб. У 1901 р. проїздом у Кам'янець-Подільський тут кілька днів перебував один із фундаторів музичної освіти на Поділлі Ф. Ганицький. Восени 1905 р. у готелі зупинявся організатор перших народних пересувних виставок В'ячеслав Розвадовський — відомий український художник і педагог, засновник Кам'янець-Подільської художньої школи з інтернатом для сільських дітей. Художня виставка була розгорнута напроти готелю, в одному з приміщень міського саду. Серед картин були представлені роботи Розвадовського, Рєпіна, Куїнджі, Макушенка, Богданова-Бєльського, Реріха. Для тодішнього Проскурова подібна виставка стала справжньою подією в культурному житті.

## Архітектура
Будинок є типовим для забудови наприкінці XIX — початку ХХ ст. та має цінність як частина історичного середовища центральної вулиці міста Хмельницького.
Двоповерховий, цегляний, тинькований, у плані прямокутний. Зведений у неоренесансних формах. Фасад витримано у лаконічному ритмі віконних прорізів та має симетричну композицію, основу якої складають центральна та дві бічні розкріповки. Бічні розкріповки на рівні другого поверху підкреслено міжвіконними напівколонами та увінчані аттиками з арковим завершенням та овальним слуховим вікном у центрі, центральну вісь на рівні другого поверху підкреслено спареними напівколонами та багатоступінчастим аттиком з накладним трикутним фронтоном, на тимпані якого ліпна дата спорудження будинку — 1897. Візуально виокремлюються два яруси — перший поверх, який за останні десятиліття був пристосований під крамниці, і внаслідок чисельних перебудов втратив старовинний декор, та другий поверх, що зберіг історичне оформлення. Будинок увінчує широкий фриз із спареними арковими слуховими віконцями та карниз, оздоблений зубчиками. На рівні даху влаштовано парапет із цегляних стовпчиків і ажурних металевих ґрат.